# Cabbio

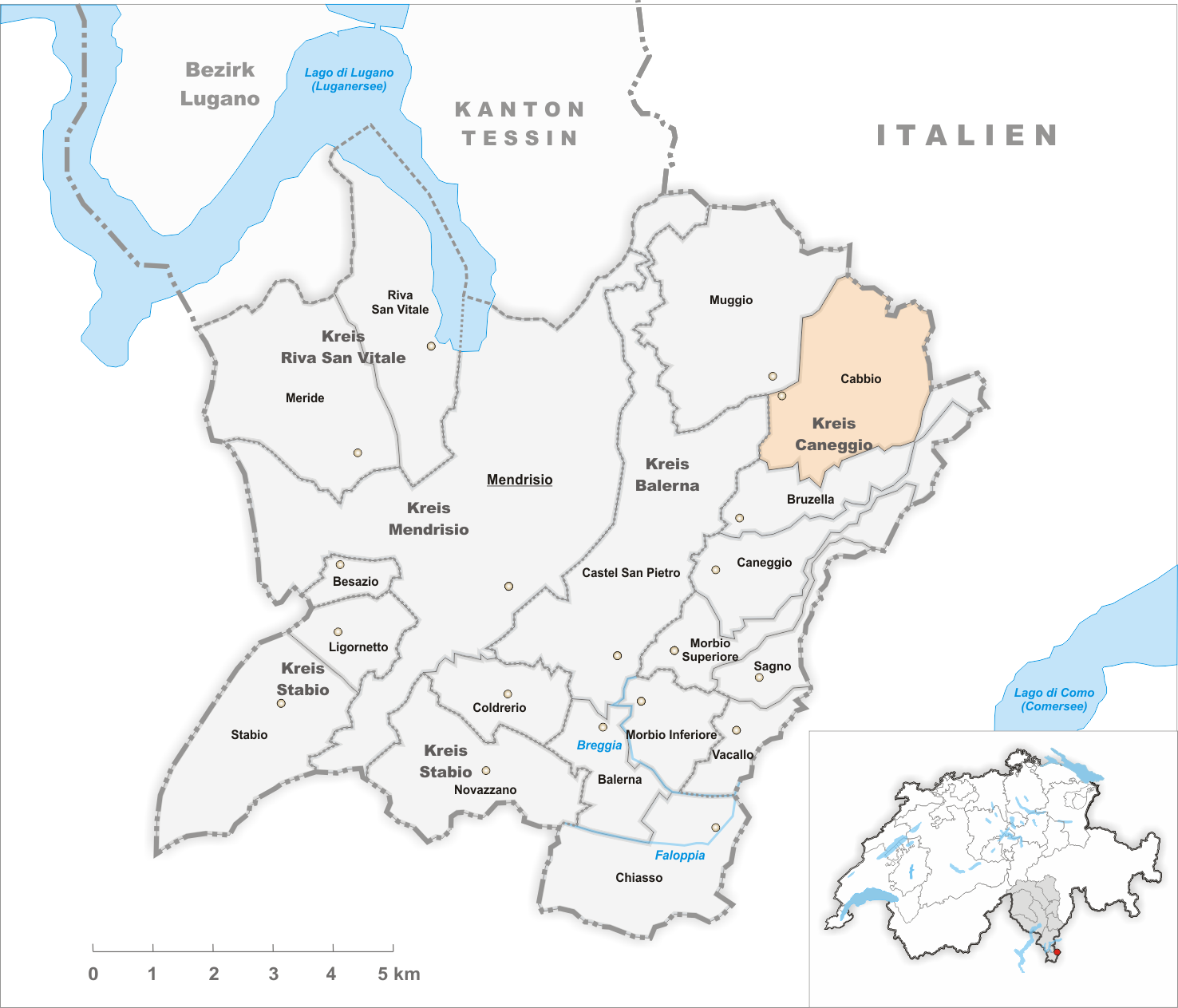
Gemeindestand vor der Fusion am 24. Oktober 2009

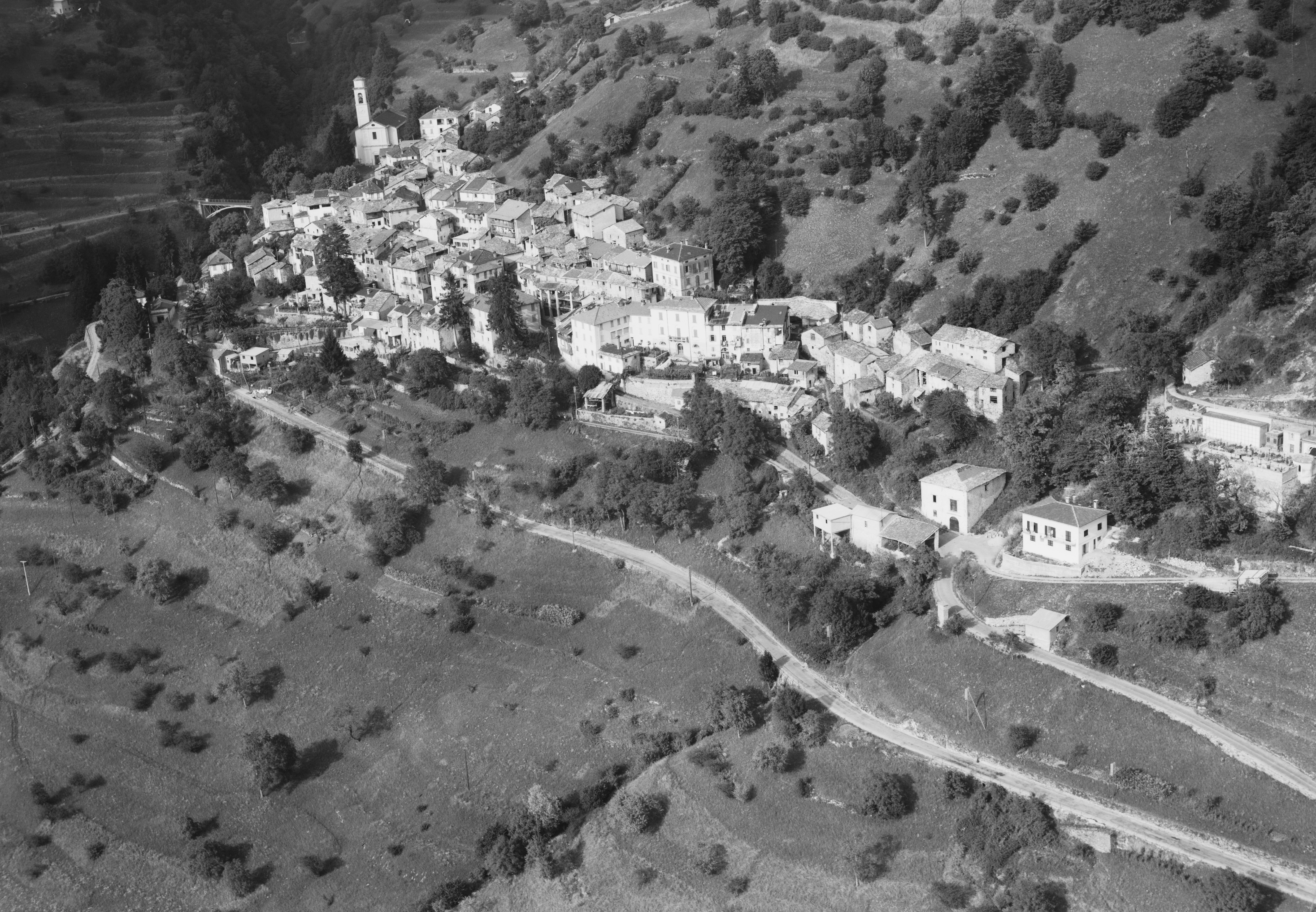
Werner Friedli (Fotograf): Cabbio, historisches Luftbild (1964)

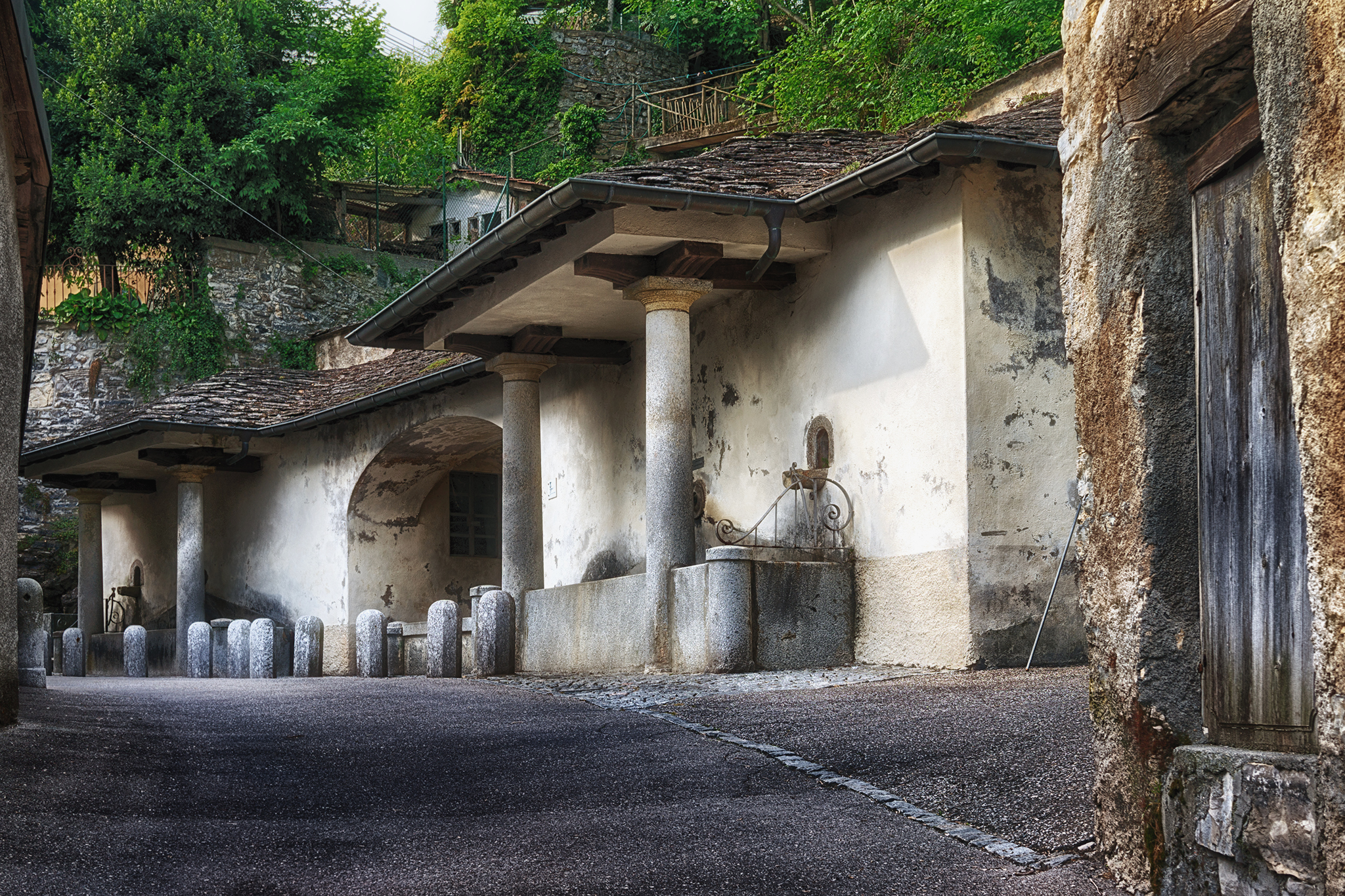
Alte Waschanlage

Cabbio war eine politische Gemeinde im Kreis Caneggio im Bezirk Mendrisio des Kantons Tessin in der Schweiz. Am 25. Oktober 2009 fusionierte sie mit den Gemeinden Bruzella, Caneggio, Morbio Superiore, Muggio, Sagno zur Gemeinde Breggia.

## Geographie
Das Dorf liegt auf 665 m ü. M. an der Strasse Morbio Superiore-Muggio, am linken Seitenhang des Tales von Muggio, sechs Kilometer nordöstlich der Station Mendrisio der Gotthardbahn (Linie Bellinzona-Chiasso). Cabbio liegt an der italienischen Grenze.

## Geschichte
Als politische Gemeinde wurde der Ort 1188 erstmals als Cabio erwähnt. Die Hauptkirche von Como besass 1299 daselbst Güter. Das Dorf gehörte zur Kirchgemeinde Balerna, jedoch besass es seit 1593 abwechslungsweise mit Muggio einen Vikar. Am Anfang des 19. Jahrhunderts löste sich Cabbio von Balerna ab und bildete eine eigene Kirchgemeinde. Die Dorfkirche San Salvatore wurde zwischen 1740 und 1780 nach Zeichnungen von Raffaele Agustoni erbaut.
Am 20. April 2008 wurde der Zusammenschluss der Gemeinden Bruzella, Cabbio, Caneggio, Morbio Superiore, Muggio und Sagno zur Gemeinde Breggia angekündigt. Die Gemeinde Muggio lehnte diese Fusion ab. Vom Grossen Rat des Kantons Tessin wurde jedoch eine Verfügung erlassen, weshalb Muggio beim Bundesgericht eine Beschwerde einreichte. Nach der Niederlage vor Bundesgericht fand die Fusion am 25. Oktober 2009 statt.
Cabbio bildet aber nach wie vor eine eigenständige Bürgergemeinde.

## Bevölkerung
Einwohnerzahlen: Volkszählungsdaten

## Sehenswürdigkeiten
Das Dorfbild ist im Inventar der schützenswerten Ortsbilder der Schweiz (ISOS) als schützenswertes Ortsbild der Schweiz von nationaler Bedeutung eingestuft.
- Pfarrkirche dell’Ascensione oder San Salvatore, Werk von Simone Cantoni 1840–1867[6]
- Wohnhaus Cantoni (Ethnographisches Museum)[6]
- Nevèra del Bonello[6]
- Nevèra di Batuela[6]
- Kastanienräucherungshaus (Graa)[6]
- Eisenbrücke[6]
- Festungen Cabbio-Sasso Gordona[7]